# 정기안 선생 묘
정기안 선생 묘는 대한민국 경기도 포천시 가산면 가산리에 있다. 1986년 4월 9일 포천시의 향토유적 제11호로 지정되었다.

## 개요
조선 영조 때의 문신 정기안(1695~1767) 선생의 묘소로서 묘 앞에는 2기의 묘비와 상석, 향로석, 망주석 등이 배치되어 있다.
묘는 정경부인 진주유씨와 안산김씨를 합장했는데 봉분 하단에는 낮은 호석을 둘렀으며 그 높이는 1.8M, 둘레도 1.8M이다.
중앙에 위치한 옥개를 갖춘 대리석 묘비는 1831년(순조 31)아들 정만석이 세운 것이다.